# Нордхаштет
Нордхаштет (њем. Nordhastedt) општина је у њемачкој савезној држави Шлезвиг-Холштајн. Једно је од 115 општинских средишта округа Дитмаршен. Према процјени из 2010. у општини је живјело 2.761 становника. Посједује регионалну шифру (AGS) 1051082.

## Географски и демографски подаци
Нордхаштет се налази у савезној држави Шлезвиг-Холштајн у округу Дитмаршен. Општина се налази на надморској висини од 11 метара. Површина општине износи 26,6 km². У самом мјесту је, према процјени из 2010. године, живјело 2.761 становника. Просјечна густина становништва износи 104 становника/km².